# Anna Petrakova
Anna Petrakova (4 de dezembro de 1984) é uma basquetebolista profissional húngara naturalizada russa.

## Carreira
Anna Petrakova integrou a Seleção Russa de Basquetebol Feminino, em Londres 2012, que terminou na quarta colocação.